# Pressezeichner
Ein Pressezeichner verwendet eine der bildenden Künste – hauptsächlich das Zeichnen und Malen –, um aktuelle Geschehnisse für Printmedien wie Zeitungen und Zeitschriften zu dokumentieren. Sein Beruf ist dem des Illustrators und Karikaturisten nahe verwandt.

## BerufsbildPressezeichner

Auguste Piccards Tauchkugel, von Theo Matejko, 1937

Pressezeichnung in Kohletechnik eines Verkehrsunfalles von Helmuth Ellgaard, 1951

Mit dem Aufkommen der aktuellen Wochen- und Tagespresse Mitte des 19. Jahrhunderts wurde es notwendig, Geschehen neben dem redaktionellen Text auch bildlich darzustellen. Dazu wurde ein Zeichner oder Illustrator engagiert. Die fotografische Technik war noch zu langsam und drucktechnisch nicht ausgereift, um diese Aufgabe zu erfüllen.
Seine große Zeit hatte der Pressezeichner während der ersten Hälfte des 20. Jahrhunderts. Sein Handwerkszeug waren vornehmlich der Bleistift, die Zeichenkohle und der Skizzenblock. Oft recherchierte der Pressezeichner selbständig vor Ort und übernahm dann auch die Rolle des Journalisten. Pressezeichner waren so ein fester Bestandteil der Berichterstattung, die Berliner Illustrirte Zeitung hatte zum Beispiel mehrere Pressezeichner fest angestellt, unter ihnen Theo Matejko, Hans Liska und Helmuth Ellgaard. Ende der 1920er Jahre verbanden sich in Deutschland Pressezeichner zum Verband der Pressezeichner, der zu diesem Zeitpunkt fast 100 Mitglieder hatte, die meisten aus Berlin. 1. Vorsitzender war Gustav Epstein, 2. Vorsitzender Walter Trier.
Der geschickte Pressezeichner konnte bei aktuellen Ereignissen die wesentlichen Aspekte künstlerisch hervorheben und so dramatischer darstellen, als es oftmals heute Foto, Film und Fernsehen können. Die Objektivität blieb allerdings dabei bisweilen auf der Strecke.
Während der Weltkriege wurde der Pressezeichner in den propagandistischen Dienst der Regierungen gestellt. Kriegsberichterstatter und Propagandatruppen hatten die Aufgabe vom Geschehen an der Front zu berichten und die Wirklichkeit für die Leser zu „verschönen“.
In den 1950er Jahren hatte die deutsche Pressezeichnung ihren letzten Höhepunkt. Die neu entstandenen Zeitschriften wie Revue, „Neue“, Quick und Kristall hatten eigene Pressezeichner, obwohl die längst etablierte Pressefotografie mehr und mehr die Arbeit des Pressezeichners übernahm.
Mit dem aktuellen Fernsehen kam das Ende der Pressezeichnung. Das Grubenunglück von Lengede illustrierte Helmuth Ellgaard noch auf seine Art, während das ZDF seine erste direkt gesendete Reportage vor Ort machte. Letztes Relikt ist der Beruf des Gerichtszeichners, da Foto- und Fernsehkameras in deutschen Gerichtssälen nicht zugelassen sind.

## Zitate
- Aus dem Vorwort zum Theo-Matejko-Buch:

„… Den tausendsten Teil einer Sekunde vermag die Fotokamera zu bannen und das Atom einer rasenden Bewegung erstarren zu lassen. Unter Theo Matejkos Hand erstarrt keine Bewegung – sie scheint sich im Raume fortzusetzen, scheint an Schwungkraft und Schnelligkeit zuzunehmen …“
- Aus dem Vorwort zum Buch Kriegszeichner:

„… Solange die künstlerischen Erlebnisberichte – ob mit dem Zeichenstift oder dem Wort – fehlen, ist die Kriegsberichterstattung unvollständig …“
- Georg Böse aus dem Buch Die deutsche Pressezeichnung 1951:

„… Da sitzen sie sich beide gegenüber, der Pressezeichner und der Redakteur, als sollte die Welt noch einmal verteilt werden. Die Welt: Das ist der Platz in den Zeitungen und Zeitschriften, um die sich Text und Bild streiten. Von der lebenstüchtigen und wohlfeilen Fotografie soll nicht die Rede sein; sie hat sich in den deutschen Zeitungen selbst dort in den Vordergrund gespielt, wo man auf ein distinguiertes typografisches An- und Aussehen hielt. Ihre stille Schwester meine ich: die Zeichnung. Sie hat einen schweren Stand in der Presse …“
und
„… Haben wir es so eilig, sind wir so flüchtig geworden, so kurzatmig, dass wir unsere Zeichner von den schnellfertigen Reportern überrunden lassen? Stören sie uns im Gedränge des Umbruchs, in dem wir ihnen zuliebe kostbaren Platz opfern müssen? …“
- Helmuth Ellgaard, deutscher Pressezeichner:

„Der kürzeste Weg vom Gehirn aufs Papier geht über die Kohle.“

## Bekannte Pressezeichner
Einige bekannte deutsche oder deutschsprachige Pressezeichner geordnet nach Geburtsjahr.
- Rudolf Koch 1856–1921
- Thomas Theodor Heine (1867–1948)
- Carl Schnebel 1874(?)–?
- Fritz Koch-Gotha 1877–1956
- Emil Stumpp 1886–1941
- Moritz Rusche 1888–1969
- Walter Trier (1890–1951)
- Theo Matejko 1893–1946
- Charles Hug 1899–1979
- Ludwig Wronkow 1900–1982
- Hans Liska 1907–1983
- Wilhelm M. Busch 1908–1987
- Walter Gotschke 1912–2000
- Helmuth Ellgaard 1913–1980
- Edgar John 1913–1996
- Manfred Schmidt 1913–1999
- Erich Dittmann 1916–1999
- Günter Radtke 1920–2018
- Klaus Pielert 1922–2015